# Hafnia (Unternehmen)
Hafnia ist ein weltweit operierendes Unternehmen der Reederei und betreibt eine der größten Flotten mit Produkt- und Chemikalientankern. Das Unternehmen ist Teil der BW Group und ist an der Börse Norwegen im OBX Index gelistet.

## Geschichte
Im Jahr 2010 werden die Vorläuferunternehmen, die Tankers Inc. und die Hafnia Management gegründet. Nach diversen Zusammenschlüssen und Allianzen weltweit kam 2019 der Gang an die Börse in Oslo. Unter anderem wurde man Teil der aus Singapur stammenden BW Group. Seit 2024 ist das Unternehmen zusätzlich auch in den USA an der Börse gelistet.

## Eigentumsverhältnisse
Per Ende 2023 waren folgende Eigentumsverhältnisse über das Aktienkapital publiziert:
- BW GROUP LIMITED (48,23 %)
- FOLKETRYGDFONDET (4,61 %)
- The Bank of New York Mellon (4,11 %)
- State Street Bank and Trust Comp (4,08 %)
- JPMorgan Chase Bank (2,43 %)
- SKANDINAVISKA ENSKILDA BANKEN AB (2,28 %)
- The Bank of New York Mellon SA/NV (2,12 %)
- Citibank (1,79 %)

Der Rest befand sich zum Stichtag im Streubesitz.